# 相互承認協定
相互承認協定（そうごしょうにんきょうてい、英：mutual recognition agreement：政府-政府間、またはmutual recognition arrangement民間-民間間もしくは政府-民間間、略称：MRA）は、適合性評価などの認定結果を複数の国が互いに承認しあう取り決めを指す。

## 概要
経済産業省、総務省、外務省などによって所掌される、基準認証に係る協定の総称である。1995年の世界貿易機関（WTO）設立以降、MRAは一般的になってきている。
現在は、様々な MRAが様々な貿易圏（APEC や EU 等）内で締結されている。
調査・証明業務を行う機関を協定締結国間で相互に認定し、たとえば、海外の機関が行った証明・認証が国内で法的効力を発揮したり、その逆で、国内の機関が行った証明・認証が国外で法的効力を発揮するなどの効力がある。MRAの中では特に商品を対象とするものが最も一般的であり、品質管理MRAなどがある。また、専門資格の認定に関するMRAもある。